# ビバテック
有限会社ビバテック（Vivatec Co., Ltd.）は、大阪市浪速区日本橋で創業、現在、大阪府堺市北花田町に本社を置く歯ブラシ製造・販売会社である。360度歯ブラシを製造・販売している。

## 概要
世界で初めて、超音波溶着技術を応用した360°歯ブラシの開発・商品化(効果は歯科大・医療機関検証済)に成功した歯ブラシのベンチャー企業。 「デンタルシグマ360度歯ブラシ」 とよばれる円筒状の歯ブラシを製造・販売している。 特許も取得済（ワッシャー仕様・特許第3646118号）で、歯科大学や医療機関と共同研究している。
2003年に商品化し、「デンタルシグマ360度歯ブラシ」や「口腔ケアブラシ」として、全国の歯科医院、病院、介護施設、百貨店、バラエティショップ、生活協同組合、薬局・ドラッグストアなどで取り扱われている。また、その技術力から自社ブランドだけでなく、大手企業にもOEM供給している。

## 受賞歴
2004年　ニュービジネス助成金 優秀賞受賞（池田銀行）
2005年　グッドデザイン賞　受賞（財団法人　日本産業デザイン振興会）
2010年　大阪ものづくり優良企業賞 受賞（大阪府）